# Свен Лодзієвскі
Свен Лодзієвскі (нім. Sven Lodziewski, 17 березня 1965) — німецький плавець.
Срібний медаліст Олімпійських Ігор 1988 року. Чемпіон світу з водних видів спорту 1986 року, бронзовий медаліст 2001 року.